# HD 33564
HD 33564 (K Camelopardalis) é uma estrela na direção da Camelopardalis. Possui uma ascensão reta de 05h 22m 33.78s e uma declinação de +79° 13′ 50.7″. Sua magnitude aparente é igual a 5.08. Considerando sua distância de 68 anos-luz em relação à Terra, sua magnitude absoluta é igual a 3.47. Pertence à classe espectral F6V.